# KkStB 52 sorozat
A kkStB 52 sorozat egy tehervonati szerkocsisgőzmozdony-sorozat volt a Császári és Királyi Osztrák Államvasutaknál (kkStB), amely mozdonyok eredetileg az Istrianer Staatsbahn-tól származtak.
Az Istrianer Staatsbahn csak ezt a tíz mozdonyt vásárolta. A kkStB ezeket később a kkStB 52 sorozatába osztotta be. A mozdonyokat a Floridsdorfi Mozdonygyár és a Mödlingi Mozdonygyár gyártotta 1875-ben. A mozdonyok a CANFANARO, DIGNANO, DIVACA, HERPELJE, PARENZO, PIGUENTE, PISINO, POLA, ROVIGNO és ROZZO neveket kapták. Feltűnő a mozdonyok hosszú füstkamrája.
Az Istrianer Staatsbahnon üzemeltetését az 1876-os megnyitástól 1882-ig a Déli Vasút végezte. A kkStB később a mozdonyokat a linzi területre helyezte át.
Az első világháború után kilenc mozdony került át a BBÖ állományába, ahonnan 1934-ig selejtezték őket.

## Fordítás
- Ez a szócikk részben vagy egészben  a   kkStB 52 című német Wikipédia-szócikk fordításán alapul.  Az eredeti cikk szerkesztőit annak laptörténete sorolja fel. Ez a jelzés csupán a megfogalmazás eredetét és a szerzői jogokat jelzi, nem szolgál a cikkben szereplő információk forrásmegjelöléseként.